# Trunkelsberg
Trunkelsberg település Németországban, azon belül Bajorországban. Lakosainak száma 1772 fő (2023. december 31.).

## Népesség
A település népessége az elmúlt években az alábbi módon változott:
| Lakosok száma | 344  | 590  | 1186 | 1400 | 1682 | 1693 | 1704 | 1700 | 1693 | 1772 |
|               | 1875 | 1950 | 1975 | 1987 | 2012 | 2014 | 2016 | 2017 | 2021 | 2023 |